# Evan Imber-Black
Evan Imber-Black (* 19. Mai 1944) ist eine US-amerikanische Psychiaterin und Psychotherapeutin.

## Leben
Evan Imber-Black ist Direktorin des Center for Families and Health am Ackerman Institute for the Family. Bevor sie nach New York kam, wirkte sie an der University of Calgary und an der University of Massachusetts. Als Professorin der Psychiatrie am Albert Einstein College of Medicine, Bronx, gründete sie dort das Urban Institute for Families and Family Therapy. Außerdem arbeitet sie in freier Praxis. Evan Imber-Black hat sich auf Paar- und Zwillingstherapie spezialisiert. Zahlreiche ihrer Bücher sind auch in deutscher Sprache erschienen.
Imber-Black ist Herausgeberin der Zeitschrift Family Process und arbeitet für das Journal of Marital and Family Therapy und das International Journal of Feminist Family Therapy. Sie sitzt im Beirat des Psychotherapy Networker und war Direktorin eines Studienprogramms für Familien- und Gruppentherapie. Außerdem bildete sie eine Reihe von Psychiatrie-Pflegern in systemischer Therapie aus. Ihr Urban Institute führte Live-Supervisionen in Kliniken der gesamten Bronx durch, öffentlich, ohne Wände.
In den Jahren 1993 bis 1995 war Imber-Black Präsidentin der American Family Therapy Academy (AFTA). Inhaltlich hat sie sich mit Familientherapie in allen ihren Ausformungen, mit Familienritualen und Familiengeheimnissen befasst. Sie hat mehr als 50 wissenschaftliche Arbeiten verfasst und diese in Beiträgen und Büchern veröffentlicht. Imber-Black ist mit Lascelles Black verheiratet und Großmutter zweier Enkelkinder.

## Auszeichnungen
- 1990 erhielt sie den Award for Distinguished Contribution to Family Therapy Theory and Practice, der von der AFTA verliehen wird.
- 1999 wurde ihr die Cumulative Contribution to Marriage and Family Therapy zuerkannt, die von der AAMFT verliehen wird

## Wichtige Publikationen

### In englischer Sprache
- Families and Larger Systems. Guilford, London 1988
- Rituals in Families and Family Therapy, Revised Edition (Hrsg., gemeinsam Janine Roberts & Richard Whiting) W.W. Norton 2003 (2. Auflage)
- Rituals for Our Times (gemeinsam mit Janine Roberts - Jason Aronson), 1998
- Secrets in Families and Family Therapy, W.W. Norton 1993
- The Secret Life of Families, Bantam 1998

### In deutscher Sprache
- Familien und größere Systeme. Im Gestrüpp der Institutionen. 5. Auflage. Carl Auer, Heidelberg 2006, ISBN 3-89670-506-7.
- Rituale. 5. Auflage. Carl Auer, Heidelberg 2006, ISBN 3-89670-546-6.
- Die Macht des Schweigens. Klett-Cotta, Stuttgart 2000, ISBN 3-423-36223-5.
- Geheimnisse und Tabus in Familie und Familientherapie. Lambertus, Freiburg im Breisgau 1995, ISBN 3-7841-0784-2.
- Vertrauen und Geborgenheit. ECON, Düsseldorf 1993, ISBN 3-430-14939-8.